# Xiagulei (sockenhuvudort i Kina, Qinghai Sheng, lat 35,65, long 102,65)
Xiagulei är en sockenhuvudort i Kina. Den ligger i provinsen Qinghai, i den nordvästra delen av landet, omkring 130 kilometer sydost om provinshuvudstaden Xining. Antalet invånare är 11 635. Befolkningen består av 5 861 kvinnor och 5 774 män. Barn under 15 år utgör 24,0 %, vuxna 15-64 år 67 %, och äldre över 65 år 8,0 %.
Runt Xiagulei är det ganska tätbefolkat, med 62 invånare per kvadratkilometer. Det finns inga andra samhällen i närheten. Trakten runt Xiagulei består i huvudsak av gräsmarker.
Genomsnittlig årsnederbörd är 550 millimeter. Den regnigaste månaden är juli, med i genomsnitt 136 mm nederbörd, och den torraste är december, med 2 mm nederbörd.